# Савио Оливеира до Вале
Савио Оливеира до Вале (порт. Sávio Oliveira do Vale; 1. новембар 1984) је бразилски фудбалер. Игра на позицији задњег и средњег везног играча, а може да игра и штопера.

## Каријера
Савио је у Бразилу играо за Порто Алегре одакле је у лето 2007. године прешао у Зету. У црногорском клубу је провео наредне две сезоне и за то време је одиграо 51 утакмицу и постигао 6 голова. У јуну 2009, заједно са саиграчем из Зете Кадуом, потписује трогодишњи уговор са Црвеном звездом. У сезони 2009/10. код тренера Владимира Петровића Пижона је био стандардан у везном реду, и има освојен трофеј у националном купу исте сезоне.
У наредној сезони није пуно играо, па је у јануару 2011. отишао на позајмицу у кинески Чангчун Јатаи. Међутим после вишемесечне позајмице, вратио се међу црвено-беле. Код тренера Роберта Просинечког није добијао пуно шансе па је у јануару 2012. напустио клуб и вратио се у Бразил где је потписао уговор са Авенидом. Касније је у Бразилу играо и за Еспортиво и Спорт Клуб Сао Паоло.

## Трофеји

### Црвена звезда
- Куп Србије (1) : 2009/10.